# Miwa Harimoto
Miwa Harimoto (japanisch 張本 美和, Harimoto Miwa; * 16. Juni 2008 als chinesisch 張美和 / 张美和, Pinyin Zhāng Měihé in Sendai, Präfektur Miyagi) ist eine japanische Tischtennisspielerin chinesischer Abstammung. Im Alter von 15 Jahren wurde sie 2024 Vize-Weltmeisterin mit der Mannschaft, holte Bronze beim World Cup und rückte in die Top 10 der Weltrangliste vor.

## Werdegang
Miwa Harimoto begann im Alter von zwei Jahren mit dem Tischtennissport. Ihren ersten Erfolg erzielte sie, als sie 2015 die japanischen Meisterschaften ihrer Altersklasse gewann. Ihr internationales Debüt gab Miwa Harimoto 2018 im Alter von zehn Jahren, als sie bei den China Junior and Cadet Open die Konkurrenz der Mini-Cadet-Mädchen gewann. 2019 wurde sie bei der Jugend-Asienmeisterschaft eingesetzt, wo sie mit der Mannschaft ins Halbfinale kam. 2021 sicherte sie sich viermal Gold bei der Jugend-Weltmeisterschaft. Ab 2022 wurde sie auch im Erwachsenen-Bereich eingesetzt. Beim WTT Feeder Doha 2022 erreichte sie das Achtelfinale, musste sich hier aber Zhang Rui geschlagen geben. Beim darauffolgenden WTT Contender in Doha schlug Harimoto Spielerinnen wie Hana Matelová und Feng Tianwei, wodurch sie erstmals ins Viertelfinale einzog, hier jedoch erneut Zhang Rui unterlag. Nach Siegen über Chen Yi, Zhu Chengzhu, Liu Hsing-Yin sowie Dina Meshref erreichte sie beim WTT Star Contender Doha die Runde der letzten 32, wo die Japanerin gegen Han Ying verlor. Beim WTT Feeder Otočec kam sie ins Viertelfinale, nachdem sie zuvor Lee Ho Ching besiegt hatte. Im Mai 2022 erreichte sie mit Platz 71 erstmals eine Top-100-Platzierung in der ITTF-Weltrangliste. Im August holte sie beim WTT Contender Tunis drei Medaillen, nämlich Silber im Einzel, Gold im Mixed mit ihrem Bruder Tomokazu und Bronze im Doppel mit Miyu Nagasaki.
2023 gewann sie mit dem WTT Star Contender Goa (Doppel) bzw. dem WTT Contender Tunis (Einzel) ihre ersten Turniere der WTT Series. Beim WTT Contender Muscat besiegte sie im Mixed an der Seite von Sora Matsushima die amtierenden Vize-Weltmeister Tomokazu Harimoto/Hina Hayata und holte am Ende Silber. Im Einzel qualifizierte sie sich für die WTT Finals, wo sie in der ersten Runde mit 2:3 der Weltmeisterin und späteren Siegerin Sun Yingsha unterlag. Im Jahr darauf war sie Teil der japanischen Mannschaft, die bei der Team-WM Silber gewann. Im April 2024 nahm sie am World Cup teil und erreichte, nachdem sie unter anderem die Top-10-Spielerin Wang Yidi geschlagen hatte, das Halbfinale. In der Weltrangliste rückte sie so auf den achten Platz vor und belegte damit erstmals einen Platz unter den besten zehn. Bei den Olympischen Spielen 2024 in Paris gewann sie mit dem Team die Silbermedaille.

## Turnierergebnisse
| Verband | Veranstaltung                        | Jahr | Ort               | Land | Einzel        | Doppel        | Mixed         | Team       |
| ------- | ------------------------------------ | ---- | ----------------- | ---- | ------------- | ------------- | ------------- | ---------- |
| JPN     | Asienmeisterschaft                   | 2024 | Astana            | KAZ  | Silber        | Silber        | 9.–12. Platz  | Gold       |
| JPN     | Asienspiele                          | 2023 | Hangzhou          | CHN  |               | Halbfinale    |               | Silber     |
| JPN     | Olympische Spiele                    | 2024 | Paris             | FRA  |               |               |               | Silber     |
| JPN     | Grand Smash                          | 2025 | Singapur          | SGP  | letzte 32     |               | Silber        |            |
| JPN     | WTT Series (Star Contender)          | 2025 | Foz do Iguaçu     | BRA  | Gold          | Gold          |               |            |
| JPN     | WTT Series (Contender)               | 2025 | Buenos Aires      | ARG  | Gold          | Gold          |               |            |
| JPN     | WTT Series (Contender)               | 2025 | Zagreb            | HRV  | Viertelfinale | Gold          | Halbfinale    |            |
| JPN     | WTT Series (Star Contender)          | 2025 | Ljubljana         | SLO  | Viertelfinale | Gold          | Viertelfinale |            |
| JPN     | WTT Series (Contender)               | 2025 | Tunis             | TUN  | Gold          | Gold          | Silber        |            |
| JPN     | WTT Series (Champions)               | 2025 | Incheon           | KOR  | Halbfinale    |               |               |            |
| JPN     | WTT Series (Star Contender)          | 2025 | Chennai           | IND  | Gold          | Gold          | Viertelfinale |            |
| JPN     | WTT Series (Star Contender)          | 2025 | Doha              | QAT  | letzte 32     | Viertelfinale | Gold          |            |
| JPN     | WTT Series (Champions)               | 2024 | Frankfurt am Main | GER  | Halbfinale    |               |               |            |
| JPN     | WTT Series (Champions)               | 2024 | Montpellier       | FRA  | Silber        |               |               |            |
| JPN     | WTT Series (Champions)               | 2024 | Macau             | MAC  | Halbfinale    |               |               |            |
| JPN     | WTT Series (Contender)               | 2024 | Tunis             | TUN  | Gold          |               |               |            |
| JPN     | WTT Series (Star Contender)          | 2024 | Ljubljana         | SLO  | Halbfinale    |               |               |            |
| JPN     | WTT Series (Contender)               | 2024 | Zagreb            | HRV  | Silber        | Viertelfinale |               |            |
| JPN     | WTT Series (Contender)               | 2023 | Antalya           | TUR  | Halbfinale    |               |               |            |
| JPN     | WTT Series (Contender)               | 2023 | Maskat            | OMN  | Halbfinale    |               | Silber        |            |
| JPN     | WTT Series (Contender)               | 2023 | Lima              | PER  | Halbfinale    | Viertelfinale |               |            |
| JPN     | WTT Series (Contender)               | 2023 | Tunis             | TUN  | Gold          | Silber        |               |            |
| JPN     | WTT Series (Star Contender)          | 2023 | Bangkok           | THA  | Viertelfinale | Qual.         | Halbfinale    |            |
| JPN     | WTT Series (Star Contender)          | 2023 | Panaji            | IND  | Halbfinale    | Gold          | Silber        |            |
| JPN     | WTT Series (Contender)               | 2022 | Tunis             | TUN  | Silber        | Halbfinale    | Silber        |            |
| JPN     | WTT Series (Star Contender)          | 2022 | Doha              | QAT  | letzte 32     |               |               |            |
| JPN     | WTT Series (Contender)               | 2022 | Doha              | QAT  | Viertelfinale |               |               |            |
| JPN     | WTT Finals                           | 2024 | Fukuoka           | JPN  | Viertelfinale |               |               |            |
| JPN     | WTT Finals                           | 2023 | Nagoya            | JPN  | Achtelfinale  |               |               |            |
| JPN     | Weltmeisterschaft                    | 2025 | Doha              | QAT  | Viertelfinale | Halbfinale    | Viertelfinale |            |
| JPN     | Weltmeisterschaft                    | 2024 | Busan             | KOR  |               |               |               | Silber     |
| JPN     | World Cup                            | 2025 | Macau             | MAC  | Achtelfinale  |               |               |            |
| JPN     | World Cup                            | 2024 | Macau             | MAC  | Halbfinale    |               |               |            |
| JPN     | Jugend-Asienmeisterschaft (Kadetten) | 2019 | Ulaanbaatar       | MGL  | letzte 32     |               |               | Halbfinale |
| JPN     | Jugend-Weltmeisterschaft             | 2022 | Rades             | TUN  | Silber        | Gold          | Halbfinale    | Halbfinale |
| JPN     | Jugend-Weltmeisterschaft             | 2021 | Vila Nova de Gaia | POR  | Gold          | Gold          | Gold          | Gold       |
| JPN     | World Junior Circuit                 | 2020 | Örebro            | SWE  | Halbfinale    | Gold          |               |            |
| JPN     | World Junior Circuit                 | 2019 | Örebro            | SWE  | Viertelfinale | Silber        |               |            |
| JPN     | World Junior Circuit                 | 2019 | Hodonín           | CZE  | Silber        | Gold          |               |            |
| JPN     | World Junior Circuit                 | 2018 | Taipeh            | TPE  | Viertelfinale | letzte 32     |               |            |
| JPN     | World Junior Circuit                 | 2018 | Taicang           | CHN  | Gold          |               |               |            |

## Persönliches
Harimotos Eltern sind ehemalige chinesische (Jugend-)Nationalspieler. Ihr Vater Zhang, Yu (張宇, heute: Yu Harimoto 張本 宇) und ihre Mutter Zhang, Ling (張凌, heute Rin Harimoto 張本 凌) emigrierten 1998 nach Japan, um dort als Tischtennistrainer zu arbeiten. Harimoto wurde in Sendai als Zhang, Meihe (張本 美和) geboren. Mit der japanischen Staatsbürgerschaft erhielt sie auch ihren japanischen Namen 張本 美和 Harimoto Miwa. Ihr älterer Bruder Tomokazu Harimoto spielt ebenfalls erfolgreich Tischtennis.